# Melichneutes robustus
El indicador lira (Melichneutes robustus) es una especie de ave piciforme de la familia Indicatoridae que habita en África. Es la única especie del género Melichneutes.

## Distribución
Se encuentra en las selvas húmedas de África Central y Occidental, distribuido por Angola, Camerún, Costa de Marfil, Gabón, Ghana, Guinea, Guinea Ecuatorial, Liberia, Nigeria, República Centroafricana, República del Congo, República Democrática del Congo, Sierra Leona y el extremo occidental de Uganda.